# Marina Cukseeva
Marina Cukseeva (* 26. Oktober 1963 in Leninogorsk, damalige Kasachische SSR der Sowjetunion) ist eine ehemalige deutsch-kasachische Volleyballspielerin und heutige Trainerin.

## Karriere
Marina Cukseeva begann ihre Karriere in der Kasachischen SSR bei ADK Alma-Ata, mit dem sie 1985 den Europapokal der Landesmeister und von 1989 bis 1991 dreimal in Folge den Europapokal der Pokalsieger gewann. Danach kam sie nach Deutschland zum Bundesligisten Bayern Lohhof. 1994 wechselte sie zum Ligakonkurrenten DJK Karbach. In dieser Zeit war sie fast ständig in den Ranglisten der Bundesliga vertreten. Nach fünf Spielzeiten ging sie 1999 nach Hamburg zum TV Fischbek, wo sie bis 2005 spielte. 2006/07 war Marina Cukseeva Spielertrainerin beim Lokalrivalen WiWa Hamburg. 2012/13 war sie Co-Trainerin des Zweitligisten VT Aurubis Hamburg II. Marina Cukseeva spielte auch 17 mal in der kasachischen Volleyball-Nationalmannschaft. 2015 gewann sie in den USA mit der deutschen Seniorinnen-Nationalmannschaft die Ü50-Weltmeisterschaft.

## Privates
Marina Cukseevas Tochter Natalia spielt ebenfalls Volleyball in der Bundesliga.